# Wolny transfer
Wolny transfer – w piłce nożnej zmiany klubu przez zawodnika w sytuacji zakończenia kontraktu z nim, bez konieczności płacenia przez nowy klub odszkodowania dla starego klubu.
Pewnym kolokwializmem związanym z tym pojęciem, spotykanym w relacjach sportowych, jest zwrot mieć swoją kartę zawodniczą w ręce. Jedynym wyjątkiem od zasady, że piłkarz po zakończeniu kontraktu może być bezpłatnie przejęty przez inny klub, jest transfer wychowanków, do określonego wieku, kiedy to nowy klub musi pokryć ryczałt kosztów za edukację piłkarską zawodnika.
Przeciwieństwem wolnego transferu jest transfer zawodnika, za który nowy klub musi zapłacić aktualnemu klubowi cenę odstępnego zapisaną w kontrakcie zawodnika. Kwoty te mogą sięgać, w zależności od atrakcyjności sportowej i medialnej zawodnika, nawet do poziomu kilkuset milionów euro. 